# Chiesa di Santa Maria (Norbello)
La chiesa di Santa Maria, ora detta della Mercede, è una chiesa romanica situata a Norbello, in provincia di Oristano.
Santa Maria della Mercede è un piccolo edificio in stile romanico, realizzato su una necropoli alto-medievale risalente al VI–VII secolo. Il periodo della costruzione è compreso fra la seconda metà del XII secolo e i primi decenni del XIII. Al suo interno compaiono iscrizioni dedicatorie intervallate con dieci croci di consacrazione, tutte dipinte in minio rosso, venute alla luce durante recenti lavori di restauro e consolidamento che ne certificano l'età. La datazione delle pitture deriva dalla relazione dei tecnici della Soprintendenza ed è confermata dai pareri di notissimi docenti universitari quali Renata Serra e Roberto Coroneo. I documenti storici la segnalano nella disponibilità della famiglia Puddu, un esponente della quale, divenuto padre mercedario, avviò nella chiesa, attorno al 1770, il culto della Madonna della Mercede. 
Dell'esistenza della chiesa di Sancta Maria de Norgillo si ha notizia nel Condaghe di Santa Maria di Bonarcado alla scheda n.126, il cui contenuto è collocabile tra il 1164 e il 1171. Una seconda scheda, la n.174, riporta un atto datato 1229 menzionante, fra i testimoni, Barusone Pinna e Dorgotori de Sogos, nomi che appaiono simili a quelli dei due personaggi citati nelle scritte dedicatorie presenti nella chiesa.
Secondo alcuni studiosi, l'edificio potrebbe essere stato un possedimento dell'Ordine del Tempio 